# Salvatore Mancuso (Radsportler)
Salvatore Mancuso (* 5. Februar 1986) ist ein ehemaliger italienischer Radrennfahrer.
Salvatore Mancuso wurde 2004 italienischer Vizemeister im Straßenrennen der Juniorenklasse. In der Saison 2006 gewann er eine Etappe beim Giro Ciclisto Pesche Nettarine di Romagna. 2007 war er bei dem Eintagesrennen Caduti di Soprazocco erfolgreich und er gewann eine Etappe und die Gesamtwertung bei der Bidasoa Itzulia. Im nächsten Jahr gewann Mancuso wieder eine Etappe bei der Bidasoa Itzulia sowie Milano-Busseto und ein Teilstück des Giro della Valle d’Aosta. In der Saison 2009 gewann er den Gran Premio Capodarco. 2010 ging er für das italienische Professional Continental Team ISD-Neri und 2012 für Androni Giocattoli-Sidermec an den Start.

## Erfolge
2008
- eine Etappe Giro della Valle d’Aosta

2009
- Gran Premio Capodarco

## Teams
- 2010 ISD-Neri

- 2012 Androni Giocattoli-Venezuela